# Sean Covey
Sean Covey (sinh ngày 17 tháng 9 năm 1964) là một doanh nhân, tác giả, diễn giả người Mỹ. Ông là Chủ tịch của FranklinCovey Education, hoạt động trong lĩnh vực chuyển đổi nền giáo dục toàn cầu thông qua phương pháp lãnh đạo lấy nguyên tắc làm trung tâm. Sean cũng là Phó Chủ tịch Điều hành của Global Partnerships, phụ trách giám sát các hoạt động của FranklinCovey tại hơn 100 quốc gia trên toàn cầu.
Sean là tác giả nổi tiếng của Thời báo New York Times, từng viết các ấn phẩm bestseller như: Wall Street Journal #1 Business Bestseller, The 4 Disciplines of Execution, The 6 Most Important Decisions You’ll Ever Make, The 7 Habits of Happy Kids, và The 7 Habits of Highly Effective Teens... Sách của ông đã được dịch ra 20 thứ tiếng và bán được hơn 8 triệu bản trên toàn thế giới.

## Học vấn
Covey tốt nghiệp Đại học Brigham Young (BYU) với bằng tiếng Anh chương trình Vinh dự Đại học. Sau đó, ông lấy bằng Thạc sĩ Quản trị Kinh doanh tại Trường Kinh doanh Harvard.
Thời đại học, Covey chơi ở vị trí tiền vệ xuất phát trong mùa giải 1987 và 1988. Cuối mùa giải, ông bị chấn thương đùi và phải kết thúc sự nghiệp đá bóng.

## Sự nghiệp
Covey khởi đầu sự nghiệp tại công ty tư vấn Deloitte và Touche ở Boston, tiếp theo là Trammel Crow Ventures ở Dallas. Sau đó, ông theo học Trường Kinh doanh Harvard. Sau khi tốt nghiệp Trường Kinh doanh Harvard, Covey gia nhập FranklinCovey và đảm nhận nhiều vai trò, bao gồm Trưởng nhóm Thực hành Năng suất, Phó Chủ tịch quản lý Cửa hàng Bán lẻ, Phó Giám đốc Sáng tạo và Sản phẩm, Phó Chủ tịch Điều hành Quốc tế và Chủ tịch FranklinCovey Education. Trong thời gian làm việc tại FranklinCovey, ông bắt đầu viết sách về chủ đề giáo dục và kinh doanh.
Covey là tác giả của 7 thói quen của bạn trẻ thành đạt, được biên soạn dựa trên tác phẩm 7 thói quen của người thành đạt do cha ông, Stephen R. Covey viết. Cuốn sách đã trở thành bestseller trên toàn thế giới, bán được hơn tám triệu bản và được dịch ra hơn 20 thứ tiếng.

## Tác phẩm đã xuất bản
Sách dành cho thanh thiếu niên
- Covey, Sean. The 6 Most Important Decisions You'll Ever Make Personal Workbook, Fireside, 2008. ISBN 978-0-7432-6505-8
- Covey, Sean. The Choice is Yours: The 7 Habits Activity Guide for Teens, Franklin Covey, 2007. ISBN 978-1-933976-61-7
- Covey, Sean. The 6 Most Important Decisions You'll Ever Make: A Guide for Teens, Fireside, 2006. ISBN 978-0-7432-6504-1
- Covey, Sean. The 7 Habits of Highly Effective Teenagers: Personal Workbook, Simon & Schuster, 2005. ISBN 978-0-7432-6817-2
- Covey, Sean. The 7 Habits of Highly Effective Teens Personal Workbook, Fireside, 2003. ISBN 978-0-7385-0410-0
- Covey, Sean. The 7 Habits Journal for Teens, Fireside, 2002. ISBN 978-0-7432-3707-9
- Covey, Sean. Daily Reflections For Highly Effective Teens, Fireside, 1999. ISBN 978-0-684-87060-1
- Covey, Sean. The 7 Habits of Highly Effective Teens, Fireside, 1998. ISBN 978-0-684-85609-4
- Covey, Sean. Fourth Down and Life to Go: How to Turn Life's Setbacks into Triumphs, Barnes & Noble Books-Imports, 1990. ISBN 978-0-88494-772-1

Sách dành cho trẻ em
- Covey, Sean. A Place for Everything: Habit 3 (The 7 Habits of Happy Kids), Simon & Schuster Children's Publishing, 2010. ISBN 978-1-4169-9425-1
- Covey, Sean. Just the Way I Am: Habit 1 (The 7 Habits of Happy Kids), Simon & Schuster Children's Publishing, 2009. ISBN 978-1-4169-9423-7
- Covey, Sean. When I Grow Up: Habit 2 (The 7 Habits of Happy Kids), Simon & Schuster Children's Publishing, 2009. ISBN 978-1-4169-9424-4
- Covey, Sean. The 7 Habits of Happy Kids, Simon & Schuster Children's Publishing, 2008. ISBN 978-1-4169-5776-8

Sách dành cho người trưởng thành
- Covey, Sean (đồng tác giả với Stephen R. Covey, David K. Hatch, và Muriel Summers). The Leader in Me: How Schools around the World Are Inspiring Greatness, One Child at a Time, Simon & Schuster Paperbacks, 2014. ISBN 978-1-4767-7218-9
- Covey, Sean (đồng tác giả với Chris McChesney và Jim Huling). The 4 Disciplines of Execution: Achieving Your Wildly Important Goals, Free Press, 2012. ISBN 978-1-4516-2705-3